# Мельхем
Мельхе́м (перс. ملحم‎) — населённый пункт сельского типа на северо-западе Ирана, в провинции Западный Азербайджан. Входит в состав шахрестана Сельмас.

## География
Населённый пункт находится в центральной части Западного Азербайджана, на правом берегу реки Золачай, на высоте 1405 метров над уровнем моря.

Мельхем расположен на расстоянии приблизительно 65 километров к северо-северо-западу (NNW) от Урмии, административного центра провинции и на расстоянии 630 километров к северо-западу от Тегерана, столицы страны. Ближайший аэропорт расположен в городе Хой.

## Население
По данным переписи 2006 года численность населения составляла 4 576 человек.